# Mysmena calypso
Mysmena calypso är en spindelart som beskrevs av Willis J. Gertsch 1960. Mysmena calypso ingår i släktet Mysmena och familjen Mysmenidae. Inga underarter finns listade i Catalogue of Life.